# Johann Sebastian von Drey

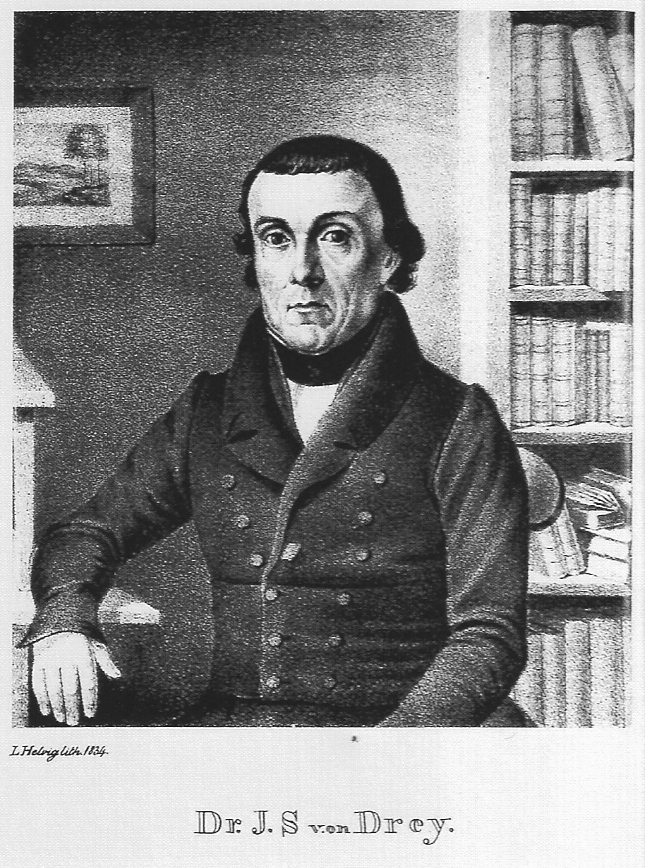
Dr. J. S. von Drey (Lithographie von Ludwig August Helvig, 1834)

Johann Sebastian Drey, ab 1823 von Drey (* 16. Oktober 1777 in Röhlingen-Killingen, heute Stadt Ellwangen (Jagst) in Ostwürttemberg; † 19. Februar 1853 in Tübingen) war ein deutscher katholischer Theologe an den Universitäten Ellwangen und Tübingen. Zu seinen Arbeitsgebieten zählte die theologische Apologetik bzw. Fundamentaltheologie. Er begründete 1819 die katholische Tübinger Schule.

## Leben
Johann Sebastian Drey wurde als Sohn eines Hirten geboren und konnte dank kirchlicher Förderung das Gymnasium Ellwangen besuchen. Nach dem Studium der Theologie in Augsburg (1797–1799) trat er in das dortige Priesterseminar ein, wurde 1801 zum Priester geweiht und anschließend Vikar an der zu seiner Heimatgemeinde gehörenden Pfarrei Röhlingen.
1806 wurde er Professor am Philosophisch-theologischen Lyzeum in Rottweil und 1812 Professor für Apologetik, Dogmatik, Dogmengeschichte und theologische Enzyklopädie an der Katholischen Landesuniversität Ellwangen. Sie wurde 1817 als katholisch-theologische Fakultät in die Eberhard-Karls-Universität Tübingen integriert. Nach seiner Promotion zum Dr. theol. an der Universität Freiburg wurde er 1813 Professor an der Katholisch-Theologischen Fakultät in Tübingen.
1819 war er Mitbegründer der Tübinger Theologischen Quartalschrift, die große Bedeutung für die katholische Theologie des 19. Jahrhunderts erlangte. Die Zeitschrift gilt als die älteste der heute noch bestehenden fachtheologischen Zeitschriften der Welt und ist bis heute Publikationsorgan der Katholisch-Theologischen Fakultät Tübingens.
Drey begründete 1819 mit seinem Schüler Johann Adam Möhler die katholische Tübinger Schule. Sie führte noch vor ihrem bekannteren (evangelischen) Flügel um Ferdinand Christian Baur die ersten historisch-kritischen Methoden in die Bibelforschung ein. Dreys Schule wirkte durch etwa 20 namhafte Theologen – vor allem Johann Baptist von Hirscher, Johannes von Kuhn und Franz Anton Staudenmaier – noch ins 20. Jahrhundert hinein.
In den 1820er-Jahren war Drey als Bischof für die neuerrichtete Diözese Rottenburg vorgesehen, doch kam er nicht zum Zug. Konservative Kreise hatten behauptet, eine seiner Schriften würde in Rom begutachtet und auf den Index gesetzt. Tatsächlich lief gegen ihn kein Verfahren oder wurde bald eingestellt (siehe nächster Abschnitt), aber seine Chancen auf das Bischofsamt waren dahin.

## Ehrungen, Nobilitierung
- 1823 Ritterkreuz des Ordens der württembergischen Krone[1], welches mit dem persönlichen Adelstitel verbunden war
- 1846 Kommenturkreuz des Ordens der Württembergischen Krone[2]

## Forschungsgeschichte zu J. S. Drey
Fast 80 Jahre lang war Drey in der katholischen Theologie vergessen. Vor allem Josef Rupert Geiselmann ist es zu verdanken, dass er seit den 1930er Jahren „wiederentdeckt“ wurde. Einen Höhepunkt der durch Geiselmann angestoßenen Drey-Renaissance bildet die Innsbrucker Habilitationsschrift von Franz Schupp. Nach einem Stillstand in den 1970er Jahren wurde die Drey-Forschung in den 1980er Jahren wieder aktuell. Innerhalb von drei Jahren wurden drei theologische Promotionen über Drey eingereicht: in München von Raimund Lachner, in Erfurt von Eberhard Tiefensee und in Tübingen bei Max Seckler von Abraham Peter Kustermann. Während Geiselmann bis zu seinem Tod der Nestor der Drey-Forschung blieb, hat heute Seckler diese Rolle übernommen.
Im Zuge der Forschungen fand sich kein Hinweis auf das oben erwähnte angebliche Index-Verfahren, sondern lediglich eine Anfrage zu einer kleinen Schrift Dreys von 1815 über die Ohrenbeichte. Sie wurde gemeinsam mit einer Publikation seines Fakultätskollegen Karl Wachter dem römischen Theologen Maurizio Benedetto Olivieri (1769–1845) zur Begutachtung vorgelegt. Während er bei Wachter zum Schluss kam, dass einiges zu zensurieren sei, existiert aber in Rom kein Gutachten über Drey. Der Ellwanger Generalvikar Franz Karl Joseph zu Hohenlohe-Waldenburg-Schillingsfürst stellte sich energisch auf Wachters Seite, weshalb das Verfahren gegen ihn eingestellt wurde.

## Werke
Nach der Bibliografie von Abraham Peter Kustermann 1994 (siehe Weblinks) verfasste Drey acht selbständige Werke, davon einige mehrbändig, und etwa 150 unselbständige Schriften. Viele wurden später erneut aufgelegt. Die Titel im Einzelnen:
1. Observata quaedam ad illustrandam Justini Martyris de regno millenario sententiam. Joann Georg Ritter, Schwäbisch Gmünd 1814.
2. Dissertatio historico-theologica originem ac vicissitudines exomologeseos in ecclesia catholica ex documentis ecclesiasticis illustrans … Joan. Georg Ritter, Elvaci 1815.
3. Kurze Einleitung in das Studium der Theologie mit Rücksicht auf den wissenschaftlichen Standpunct und das katholische System. Heinrich Laupp, Tübingen 1819 (Digitalisat); dazu drei Nachdrucke von 1966 bis 1989 und eine englische Übersetzung 1994.
4. Neue Untersuchungen über die Constitutionen und Kanones der Apostel. Ein historisch-kritischer Beitrag zur Literatur der Kirchengeschichte und des Kirchenrechts. Heinrich Laupp, Tübingen 1832 (Digitalisat).
5. Was ist in unserer Zeit von Synoden zu erwarten? Heinrich Laupp, Tübingen 1834 (Digitalisat).
6. Die Apologetik als wissenschaftliche Nachweisung der Göttlichkeit des Christenthums in seiner Erscheinung. 3 Bände. Florian Kupferberg, Mainz 1838–1847; dazu je zwei fotomechanische Nachdrucke in Frankfurt und Mainz.
  - 1. Band: Philosophie der Offenbarung. 1838 (Digitalisat).
  - 2. Band: Die Religion in ihrer geschichtlichen Entwickelung bis zu ihrer Vollendung durch die Offenbarung in Christus. 1843 (Digitalisat).
  - 3. Band: Die christliche Offenbarung in der katholischen Kirche. 1847 (Digitalisat).

Neben diesen Werken publizierte Drey
- etwa 40 Aufsätze in Fachzeitschriften,
- 13 umfassende Lexika-Artikel im 11-bändigen Kirchen-Lexikon oder Encyklopädie der katholischen Theologie … von Heinrich Joseph Wetzer und Benedikt Welte, Freiburg im Breisgau 1847–1856,
- über 80 Buchbesprechungen und einige Varia.